# Armoiries du Somaliland
Les armoiries du Somaliland sont composées d'un cercle doré. Sur le fond doré, et entourée d'une guirlande de feuilles d'olivier, on peut voir une aigle sous une balance. Sous l'aigle, on voit une poignée de main, et sur la balance, une inscription en caractères arabes: بسم الله الرحمن الرحيم - Bismillah ar-rahman ar-rahim	(Au nom d'Allah, le Tout Miséricordieux, le Très Miséricordieux).